# Berne, Indiana

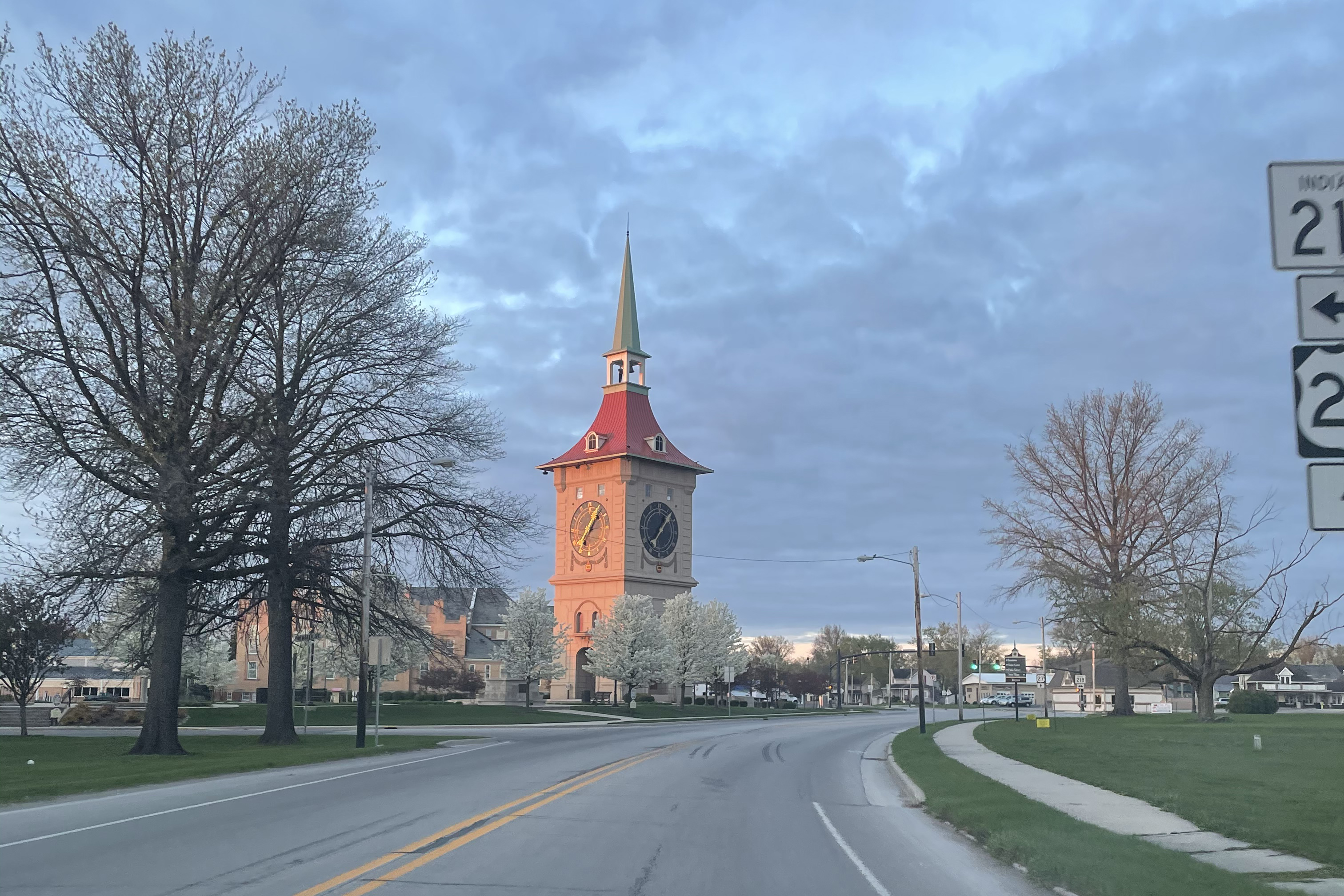
Bebyggelse i Berne med klocktornet som brukar ses som en symbol för orten

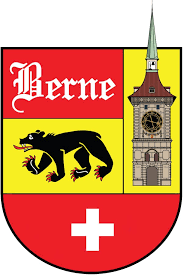
Bernes stadsvapen som visar ortens relation till Schweiz

Berne är en ort i Adams County i Indiana i USA och ligger ca 35 kilometer söder om Fort Wayne. Orten har 4200 invånare. Berne har fått sitt namn från Schweiz huvudstad Bern. Utmärkande i orten är byggnader med schweizisk arkitektur.